# Patalillo
Patalillo – miasto w Kostaryce; w prowincji San José; 27 400 mieszkańców (2006). Miasto posiada przemysł spożywczy, chemiczny.

## Transport

### Transport drogowy
Przez Patalillo przebiegają następujące drogi krajowe:
- Droga krajowa nr 102
- Droga krajowa nr 220